# Roger Gurley
Roger Gurley (ur. 7 listopada 1965) – trener i sędzia piłkarski z Saint Vincent i Grenadyn.

## Kariera sędziowska
Sędziował mecze międzynarodowe reprezentacji.

## Kariera trenerska
W 2008 prowadził narodową reprezentację Saint Vincent i Grenadyn.